# Ulica Stefana Żeromskiego w Łodzi
Ulica Żeromskiego w Łodzi – łódzka ulica na terenie dzielnicy Stare Polesie, posiada 117 numerów i krzyżuje się z 13 ulicami. Ma około 2,5 kilometra długości i łączy ulice Legionów i Radwańską.

## Historia ulicy
Najstarszy, północny fragment ul. Żeromskiego do pl. Barlickiego, powstał w latach 1872–1891. Do 1926 ulica nosiła nazwę Pańska (w latach 1915–1918 Herrenstrasse); Eliasz Pański był jednym z pierwszych właścicieli posesji. W 1926 patronem ulicy został Stefan Żeromski. W czasie wojny hitlerowcy zamienili Żeromskiego na Ludendorff-Strasse. W 1960 powstała al. Politechniki, która stanowi południowe przedłużenie Żeromskiego i wchłonęła w swojej końcowej części istniejącą od 1926 ul. Nowo Pańską.

## Ważniejsze obiekty
Przy skrzyżowaniu z ulicą Więckowskiego znajduje się I Liceum Ogólnokształcące, odcinek między ulicami Zieloną a 6 Sierpnia przebiega obok placu Barlickiego. Przy ulicy Żeromskiego zlokalizowane są też Uniwersytecki Szpital Kliniczny im. WAM oraz park Poniatowskiego. Pod numerem 56 usytuowany jest budynek byłej kaplicy braci morawskich. Na rogu Żeromskiego i Skłodowskiej-Curie znajduje się willa Łódzkiego Towarzystwa Naukowego (ŁTN), a pod nr. 96 willa Leona Kaffemana. Park Poniatowskiego, szpital im. WAM, kaplica braci morawskich oraz dwie wille (ŁTN i Kaffemana) to obiekty wpisane do rejestru zabytków. W budynku po byłym kinie Przedwiośnie (nr 74/76) działa teatr V6. Na rogu Żeromskiego i Mickiewicza, vis-à-vis parku, znajduje się hotel Qubus. Przy ul. Żeromskiego 115 funkcjonuje Zespół Szkół Ponadgimnazjalnych nr 19, kontynuujący tradycję Wyższej Szkoły Rzemieślniczej. Na końcu ulicy Żeromskiego przy skrzyżowaniu z ul. Radwańską mieści się świątynia parafii ewangelicko-reformowanej.

## Numeracja i kody pocztowe
- Numery parzyste: 1-117
- Numery nieparzyste: 2-116
- Kody pocztowe[4]: 
  - Dla numerów nieparzystych: 90-710 (1-7); 90-711 (9-19); 90-736 (21-33); 90-624 (35-49); 90-625 (51-81); 90-502 (83-99); 90-549 (101-113); 90-542 (115-d.k.);
  - Dla numerów parzystych: 90-710 (2-10); 90-711 (12-20); 90-737 (22-34); 90-626 (36-62); 90-502 (64-84); 90-550 (86-102); 90-543 (104-d.k);